# Гузяево
Гузяево — упразднённая деревня в Сямженском районе Вологодской области.
Входила в состав Житьёвского сельского поселения, с точки зрения административно-территориального деления — в Житьёвский сельсовет.
Расстояние по автодороге до районного центра Сямжи — 26 км, до центра муниципального образования Житьёва — 10 км. Ближайшие населённые пункты — Никольское, Левинская, Шубачево.
По данным переписи в 2002 году постоянного населения не было. Деревня упразднена 25 сентября 2023 года.